# ای مار
ای مار یک ستاره است که در صورت فلکی مار قرار دارد.